# Omirp
Un omirp (primo escrito al revés) es un número primo que da como resultado un primo diferente cuando se invierten sus dígitos decimales. Esta definición excluye los primos palindrómicos relacionados. El término primo reversible se usa para significar lo mismo que omirp, pero también puede, ambiguamente, incluir a los primos palindrómicos.
El comienzo de la secuencia de omirps es el siguiente: 13, 17, 31, 37, 71, 73, 79, 97, 107, 113, 149, 157, 167, 179, 199, 311, 337, 347, 359, 389, 701, 709, 733, 739, 743, 751, 761, 769, 907, 937, 941, 953, 967, 971, 983, 991,... (sucesión A006567 en OEIS).
Todos los primos permutables no palindrómicos son omirps.
A 2009 de 11, el mayor omirp conocido es 1010006+941992101×104999+1, hallado por Jens Kruse Andersen en octubre de 2007.
El término omirpimes (singular) también se usa en ocasiones para denominar a los semiprimos de manera similar. Es decir, un omirpimes es un semiprimo que también es un semiprimo (distinto) al invertir sus dígitos.
Es un problema abierto si hay infinitos omirps. (sucesión A178545 en OEIS)

## Otras bases
Los primeros omirps en base 12 son los siguientes (usando los caracteres dos y tres especulares para los dígitos diez y once, respectivamente):
15, 51, 57, 5Ɛ, 75, Ɛ5, 107, 117, 11Ɛ, 12Ɛ, 13Ɛ, 145, 157, 16Ɛ, 17Ɛ, 195, 19Ɛ, 1ᘔ7, 1Ɛ5, 507, 51Ɛ, 541, 577, 587, 591, 59Ɛ, 5Ɛ1, 5ƐƐ, 701, 705, 711, 751, 76Ɛ, 775, 785, 7ᘔ1, 7ƐƐ, Ɛ11, Ɛ15, Ɛ21, Ɛ31, Ɛ61, Ɛ67, Ɛ71, Ɛ91, Ɛ95, ƐƐ5, ƐƐ7, ...

## Omirps con propiedades especulares añadidas
Hay un subconjunto de omirps x, con simetría xm, tales que x es el y-ésimo primo, y xm es el ym-ésimo primo (por ejemplo, 73 es el primo nº 21; su "espejo" es 37, que es el primo nº 12; y 12 es el espejo de 21).

## Omirps gemelos
Una pareja de omirps gemelos es un par de omirps tales que el más pequeño y su inversión son primos gemelos. Por ejemplo, 71 es el omirp gemelo más pequeño. (71, 73), (17 y 19) son todos primos diferentes, por lo que 71 es un omirp gemelo.
La secuencia de omirps gemelos es 71, 1031, 1151, 1229, 3299, 3371, 3389, 3467, 3851, 7457, 7949, 9011, 9437, 10007,... (la secuencia A175215 en la OEIS).
El omirp gemelo más grande encontrado es 10 499 + 174295123052 +/-1.
El omirp gemelo más pequeño que es la suma de los primeros omirps gemelos es 71 + 1031 + 1151 + ... + 901814489 = 18036881674937